# Norbert Gallinnis
Norbert Heinz Gallinnis (* 26. August 1967 in Gevelsberg) ist ein deutscher Fernschachspieler.

## Fernschach
Die deutsche Jugendfernschachmeisterschaft gewann er im Turnier 1982/86. 1986 gewann er auch den Ostsee-Cup. Im Finale der 17. ICCF-Fernschach-Weltmeisterschaft, die von 2002 bis 2007 ausgetragen wurde, belegte er den 11. Platz, noch vor dem ehemaligen Europameister Libor Daněk. Er gewann 2004/09 die 6. Mannschaftseuropameisterschaft am fünften Brett der deutschen Nationalmannschaft.
2002 wurde ihm der Titel Verdienter Internationaler Meister (Senior International Master, SIM) verliehen, ein Fernschachtitel, der zwischen Internationalem Meister und Großmeister anzusiedeln ist.
Seine Wertungszahl im Fernschach liegt bei 2555 mit letzter Aktualisierung am 1. Januar 2010.

## Nahschach
1986 gewann er in Duisburg die nordrhein-westfälische U18-Meisterschaft, 1988 im dänischen Nørresundby das Einzelturnier der inoffiziellen NATO-Meisterschaft. Vereinsschach spielte er zuerst in der SG Ennepetal/Gevelsberg (der heutigen Schachgemeinschaft Ennepe-Ruhr-Süd). Von dort wechselte er zum höherklassig spielenden SV Welper. Mit der SG Bochum 31 spielte er in den Saisons 1987/88 und 1988/89 in der deutschen Schachbundesliga. Von Bochum wechselte er zum Schachklub Meerbusch (der inzwischen in den TuS 64 Bösinghoven aufgegangen ist), dann zur SG Porz, bei der er Mannschaftsführer der ersten Mannschaft war. Seit 2024 spielt er für Rochade Steele/Kray 1919/38.
Im Turnierschach trägt er den Titel FIDE-Meister. Seine höchste Elo-Zahl im Turnierschach lag bei 2330 und stammt aus dem Jahr 1996.

## Außerschachliches
Norbert Gallinnis studierte Betriebswirtschaftslehre an der Hochschule Bochum. Er war mit der Schachspielerin Václava Gallinnisová verheiratet, die mit Viktoria Žižkov am 3. European Club Cup der Frauen 1998 teilnahm und in der 2. tschechischen Liga sowie der 2. deutschen Frauenbundesliga gespielt hat. Norbert Gallinis' Bruder ist der Motorsport-Experte Harald Gallinnis.